# Palla flacata
Palla flacata är en fjärilsart som beskrevs av Butler 1872. Palla flacata ingår i släktet Palla och familjen praktfjärilar. Inga underarter finns listade i Catalogue of Life.